# Little Miss Hoover
Little Miss Hoover è un film muto del 1918 diretto da John S. Robertson. La sceneggiatura si basa su The Golden Bird, romanzo di Maria Thompson Davies che, nel 1918, era stato pubblicato a puntate su The Delineator.
L'Hoover del titolo si riferisce a Herbert Hoover che, all'epoca, era a capo della United States Food Administration.

## Trama
Durante la prima guerra mondiale, a Washington, Nancy Craddock decide di fare qualcosa per aiutare gli sforzi bellici. La ragazza, appartenente alla buona società, si arruola nell'esercito della Food Administration, seguendo la teoria che "le uova vinceranno la guerra". Insieme al nonno, il colonnello William Craddock, Nancy compera alcune galline per portarle poi nella fattoria di suo zio nel Maryland. Lì, conosce Adam Baldwin, un ufficiale dell'esercito che si trova in incognito in quella zona per studiare le condizioni agricole del territorio. Nancy è attratta da Baldwin e, per lui, trascura un suo corteggiatore, Matthew Berry, che lei aveva promesso di sposare se si fosse arruolato. Adam, fingendosi un semplice bracciante, inizia il lavoro di bonifica della valle, ma si scontra con alcuni degli agricoltori che sospettano che lui sia solo un fannullone. Nancy cerca di aiutarlo, ma, quando riappare Matthew, con indosso l'uniforme, che le chiede di mantenere la sua promessa, Adam - scoraggiato - lascia la fattoria. Matthew, però, finisce per innamorarsi di Polly, una ragazza del luogo, e Nancy, quando scopre la vera identità di Adam, è felice di sposarlo.

## Produzione
Il film fu prodotto dalla Famous Players-Lasky Corporation. Venne girato nel Maryland e a Washington.
Nel film, appare anche la replica dell'ufficio di Herbert Hoover.

## Distribuzione
Il copyright del film, richiesto dalla Famous Players-Lasky Corp., fu registrato il 9 dicembre 1918 con il numero LP13158.
Distribuito dalla Paramount Pictures e dalla Peter Kavel's Mail Order, il film - presentato da Adolph Zukor - uscì nelle sale cinematografiche statunitensi il 29 dicembre 1918.
Copia completa della pellicola viene conservata negli archivi di Washington della Library of Congress (Casselton-Larson collection).